# 안혜지 (가수)
안혜지(본명 안경숙. 1971년 3월 13일~)는 대한민국의 트로트 가수이다. 1989년 당시 여고생의 신분으로 데뷔곡 《벌써 이 밤이 다 지나고》 로 당시 남성팬들에게 많은 사랑을 받은 80년대 가수였는데 개그우먼이었다가 가수로 전향한 방미(본명 박미애)가 본인(안혜지) 외에도 김혜림을 발굴하기도 했다. 이후 1990년 2집을 끝으로 한동안 정규 앨범을 발표하지 않다가, 2006년 트로트 《어쩌면 좋아요》로 컴백했으며 이에 앞서 2000년 11월 연예기획자와 결혼했으나 전남편의 도박 때문에 2005년 6월 이혼했고 급기야 아버지가 집이 경매로 넘어가는 일을 겪으며 받은 충격과 스트레스 때문에 같은 해 5월 8일 타계해 말 그대로 "설상가상" 신세가 됐다.

## 앨범
- 《안혜지 1집》1989년 / 벌써 이밤이 다 지나고 / 언제나 그대를 (지구 레코드)
- 《안혜지 2집》1990년 / 댄스 댄스/ 멀어져 가지마 그대 (지구 레코드)
- 《안혜지 3집》1991년 / '부엉이들'이라는 댄스그룹을 결성해 활동. 도시의 유혹(문화 레코드)
- 《안혜지 4집 : 시행착오》(1994년) / '시행착오','연인에서 친구 사이로' 더블 타이틀곡 (SKC, 예원 레코드)
- 《안혜지 골든》1994년 / 1+2집의 합본 (지구 레코드)
- 《안혜지 싱글 : Please》1998년 / 기획사를 옮겨 발표한 트로트싱글앨범. 안혜지 작사의 '고개숙인 남자'(삼성뮤직)
- 《안혜지 5집 : 경》(2001년) / 싱글 이후 오랜 뒤에 발표한 정규 앨범. 전곡을 트로트 가요으로 채웠다. 몰래 몰래
- 《Win : 찾을래》(2005년) / 안혜지라는 이름 대신에 Win이라는 예명으로 활동. 활동 막바지에 다시 안혜지 이름을 씀
- 《어쩌면 좋아요》(2006년) / 트로트 곡이 담겨진 앨범
- 《오늘 밤》(2009년) / 트로트 타이틀곡 오늘 밤

### 광고
- 1989년 일화 C타임 (리듬편)

1. ↑  “가수 방미 누구? 개그우먼+수백억 자산가…돌연 미국행”. 스포츠서울. 2018년 7월 3일. 2022년 9월 19일에 확인함.
2. ↑  김원겸 (2006년 12월 21일). “안혜지 "결혼 2년만에 이혼" 고백”. 스타뉴스. 2022년 9월 19일에 확인함.
3. ↑  강수진 (2006년 12월 21일). “안혜지 가슴에 묻었던 ‘이혼 고백’”. 스포츠경향. 2022년 9월 19일에 확인함.